# متلازمة انخفاض درجة الحرارة ويلسون
متلازمة (انخفاض درجة حرارة) ويلسون، وتُسمى أيضًا متلازمة ويلسون الغدة الدرقية أو WTS، هي أحد تشخيصات الطب البديل وتشمل العديد من الأعراض العامة والأعراض غير المحددة التي تنتج عن انخفاض درجة حرارة الجسم إلى أقل من المتوسط وحدوث خلل في تحول هرمون الثيروكسين (T4) إلى الثيرونين ثلاثي اليود (T3)، رغم أن نتائج اختبارات وظائف الغدة الدرقية تكون طبيعية. وقد طالب إي. دينيس ويلسون، الطبيب الذي أطلق اسمه على هذا المرض، بعلاج هذه الأعراض باستخدام الثيرونين ثلاثي اليود ممتد المفعول.
ولا تعد متلازمة ويلسون حالة طبية معروفة في الطب العام. وترى الجمعية الأمريكية للغدة الدرقية (ATA) أن متلازمة ويلسون تخالف العلم الثابت عن وظيفة الغدة الدرقية؛ حيث اعتبرت الجمعية أن المعايير التشخيصية لهذه المتلازمة غير دقيقة أو محددة ولم تجد أي دليل علمي يدعم ادعاءات ويلسون. كما أثارت الجمعية تخوفًا آخر من احتمال أن تكون العلاجات المقترحة ضارة.
وخلال اتخاذ إجراء تأديبي ضد ويلسون، وصف أعضاء المجلس الطبي في ولاية فلوريدا متلازمة ويلسون بأنها «متلازمة زائفة» ونوع من الغش، فيما صرّحت منظمة كواكوتش أن المتلازمة «تشخيص كاذب».

## الأصل والادعاءات
أُصيغ مصطلح «متلازمة ويلسون» في عام 1990 بواسطة إي. دينيس ويلسون، الحاصل عل دكتوراه في الطب، وهو من ونغوود بفلوريدا. قال ويلسون إن أعراض المتلازمة تشمل الشعور بالإعياء والصداع ومتلازمة ما قبل الطمث وتساقط الشعر والتهيج واحتباس السوائل والاكتئاب وضعف الذاكرة وقلة الدافع الجنسي والأظافر غير السليمة وزيادة الوزن بسهولة، علاوة على أكثر من 60 عرض آخر. وكتب ويلسون أن المتلازمة تعبر عن نفسها بأنها «كل الأعراض المعروفة للإنسان تقريبًا». كما أضاف قوله بأنها «أكثر الأمراض المزمنة شيوعًا وربما تمثل عبئًا على المجتمع أكثر من أي حالة طبية أخرى».
يقول ويلسون أن قلة أعراض الغدة الدرقية وانخفاض درجة الحرارة رغم النتائج الطبيعية لاختبارات وظائف الغدة الدرقية ليس بسبب قصور الدرقية وربما يمكن علاجها في غضون بضعة شهور. ولتمييز هذه الحالة عن قصور الدرقية، أطلق عليها ويلسون اسم متلازمة (انخفاض درجة حرارة) ويلسون. يقول ويلسون أن هذه المتلازمة «تنتج عن الإجهاد بصفة خاصة» ويمكن أن تستمر حتى بعد زواله. ويرى ويلسون أن العلامة التشخيصية الرئيسية هي انخفاض متوسط درجة حرارة الجسم عن 98.6 درجة فهرنهايت (37.0 درجة مئوية) وأن التشخيص تثبت صحته في حال استجابة المريض للعلاج باستخدام «العلاج الخاص بهرمون الغدة الدرقية». كما يرى أن بعض الأعشاب يمكن أن تساعد أيضًا في احتفاظ الجسم بدرجة حرارته الطبيعية. ووفقًا لويلسون، ينبغي خضوع الأشخاص الذين تقل درجة حرارة أجسامهم باستمرار عن 98.2 درجة فهرنهايت (36.8 درجة مئوية)، لاختبار قصور الدرقية باستخدام اختبار الهرمون المحفز للغدة الدرقية (TSH). ومع ذلك، إذا كانت درجة حرارة جسم الشخص منخفضة وكانت نتيجة الاختبار طبيعية، فيرى ويلسون أن الشخص ربما يكون مصابًا بمتلازمة ويلسون لانخفاض درجة الحرارة.

## وفاة مريض تؤدي إلى تعليق ترخيص ويلسون الطبي
في عام 1988، توفت سيدة تبلغ من العمر 50 عامًا إثر الإصابة باضطراب النَّظم القلبي وجلطة قلبية بينما كانت تتناول جرعات زائدة من هرمون الغدة الدرقية الموصوف من قبل ويلسون. وأثناء هذه الفترة، اعترفت السيدة بأنها لا تتناول الدواء بانتظام كما هو موصوف. وبعد أربع سنوات، اتخذ المجلس الطبي في ولاية فلوريدا إجراءً تأديبيًا ضد ويلسون، متهمًا إياه بالتربح من المرضى من خلال «تشخيص زائف» غير أنه تم تسوية هذا الإجراء التأديبي بين المجلس الطبي وويلسون بالاتفاق على تعليق ترخيص ويلسون الطبي لمدة 6 شهور، على أن يحضر ويلسون 100 ساعة من التعليم الطبي المستمر وأن يخضع لاختبارات نفسية ويدفع غرامة 10000 دولار أمريكي حتى يتسنى له مزاولة مهنته مجددًا. كما وافق ويلسون على عدم وصف أي علاج للغدة الدرقية لأي شخص ما لم يقرر المجلس الطبي قبول المجتمع الطبي «لمتلازمة ويلسون» وطرق وأساليب ويلسون العلاجية.

## التقييمات
خلال اتخاذ الإجراء التأديبي ضد ويلسون، صرّح أعضاء المجلس الطبي في ولاية فلوريدا أنه لا يوجد أي دليل على متلازمة ]ويلسون[. كما وصفوا علاجات ويلسون بأنها خطيرة وتمثل نوعًا من الغش قائلين بأن ويلسون كان يتربح من شركات التأمين والمرضى من خلال علاجات «متلازمة زائفة» ووصفوها بأنها علاجات خطيرة.
أما الجمعية الأمريكية للغدة الدرقية، وهي جمعية مهنية مختصة بتعزيز سلامة الغدة الدرقية، فقد تبرأت من متلازمة ويلسون. وفي عام 2005، ذكرت الجمعية أنه "بالمراجعة الشاملة لمؤلفات الطب الحيوي، لم يوجد أي دليل علمي يدعم وجود "متلازمة ويلسون". وأضافت الجمعية قولها بأن متوسط درجة حرارة الأشخاص الطبيعيين عند الاستيقاظ من النوم صباحًا تكون 97.5 درجة فهرنهايت وليس 98.5 درجة فهرنهايت، وأن كثيرًا من الأعراض التي ذكرها ويلسون غير محددة وتنطبق على الإصابة بالاكتئاب والقلق والتوتر النفسي والاجتماعي. كما أوضحت الجمعية أن مجموعة أعراض مماثلة تحدث في تشخيصات بديلة للإصابة بالوهن العصبي ومتلازمة التعب المزمن وآلام الليف العضلي والحساسية الكيميائية المتعددة ومتلازمة فيروس إبشتاين بار المزمنة والمبيضات المزمنة. وأخيرًا، أوضحت الجمعية أن الإضافة المستمرة للثيروتونين ثلاثي اليود عملية صعبة ومعقدة للغاية، نظرًا لأن العديد من الأنسجة تحدد مستوياتها الخلوية من هذا الهرمون من خلال تصنيعه على حده من هرمون الثيروكسين، ويمكن أن يطغى إضافة الثيروتونين ثلاثي اليود على هذه الآلية المنتظمة في بعض هذه الأنسجة.. وقد كان بيان الجمعية الأمريكية للغدة الدرقية إشارة مهمة إلى بيان الموقع الإلكتروني مايو كلينيك بأن متلازمة ويلسون ليست تشخيصًا مقبولاً من الناحية الطبية، وتحذيرًا للمرضى من التشخيص والعلاجات غير المؤكدة المرتبطة بها.

## الوضع الحالي
بالرغم من أنه لا دليل على وجود تلك الحالة أو أن العلاج المقترح لها آمن أو فعال، إلا أن متلازمة درجة الحرارة ويلسون معروفة إلى حد ما في ممارسات الطب التكميلي والطب البديل، ويجري تدريسها في كليات الطب الطبيعي.

## قراءات إضافية
- American Thryoid Association statement on Wilson's syndrome
- Thomas، Mike (22 سبتمبر 1991). "The Wilson Syndrome". أورلاندو سينتينيل [الإنجليزية]. مؤرشف من الأصل في 2017-04-18.
- Ricks، Delthia (8 فبراير 1992). "Longwood Doctor Is Censured". أورلاندو سينتينيل [الإنجليزية]. مؤرشف من الأصل في 2017-04-18.